# Dáil Éireann
La Asamblea Irlandesa (en irlandés: Dáil Éireann, pronunciado [d̪aːlʲ ˈeːɾʲən̪], /dal érian/) es la cámara baja del Oireachtas (parlamento irlandés). Desde 1922 se reúnen en Leinster House, en Dublín.
Se elige cada cinco años por sufragio directo, mediante un sistema de representación proporcional llamado voto único transferible. Sus poderes son similares a otras cámaras bajas de la mayoría de los sistemas parlamentarios bicamerales y es en gran medida la rama dominante del Oireachtas. Tiene la capacidad de nominar y destituir al Taoiseach (jefe de Gobierno) y aprobar leyes.
La XXXIV Dáil está compuesta actualmente por 174 miembros, siendo la legislatura con más escaños de la historia de la cámara. Cada diputado se denomina Teachta Dála.

## Elección

El electorado para la Dáil consiste en ciudadanos irlandeses y del Reino Unido mayores de 18 años. La Constitución de Irlanda dice que unas elecciones generales para la Dáil Éireann deben realizarse cada siete años, pero hay un límite de cinco años actualmente especificado en un estatuto. El Taoiseach puede, haciendo una petición al presidente, disolver la Dáil en cualquier momento, en el caso de las elecciones generales con un plazo de treinta días.
El sistema electoral de voto único transferible produce una representación proporcional en la asamblea. El tamaño pequeño de los distritos electorales solía, sin embargo, dar una pequeña ventaja a los partidos grandes y representar en menor medida a los partidos más pequeños. Desde los años 1990 la tónica en el estado ha sido los Gobiernos de coalición.
Antes de 1989, sin embargo, los Gobiernos de un único partido, generalmente del Fianna Fáil, fueron muy comunes. Los distritos electorales de múltiples asientos en la cámara requería por medio del STV que los candidatos del mismo partido compitieran. Hubo dos intentos, en 1959 y 1968, de cambiar el sistema electoral por el utilizado por los británicos, basado en distritos de un solo escaño elegidos por mayoría simple. En ambas ocasiones fueron rechazadas por referéndums. 
Cada distrito electoral elige entre tres y cinco diputados (con una media de 3,9). La constitución especifica un mínimo de tres pero no un máximo. También se requiere que las divisiones de los distritos sean revisadas al menos una vez cada doce años, de manera que estos límites pueden ser redibujados para acomodar los cambios de población. Los cambios son trazados por una comisión independiente, y su recomendación son normalmente aceptadas.

## Número de miembros
La constitución menciona que no debe haber nunca menos de un diputado por cada treinta mil habitantes, ni más de uno por cada veinte mil. El hecho, sin embargo, es que todos los ministros deben ser escogidos de la cámara baja y de esta necesidad es necesario que haya un número amplio para poder elegir; esto significa que el cociente entre diputados y población este más cercano del último dato.
En la 29ª Dáil hay un diputado por cada 21 000 habitantes, uno de los cocientes más bajo en el mundo. Con la adopción de la actual constitución en 1937, la cantidad de diputados se redujo de 153 a 138, pero en los años 1960, el Taoiseach Sean Lemass descubrió la dificultad de seleccionar ministros. El número ha ido variando, solo hubo un incremento sustancial en 1981, hasta alcanzar los 174 diputados. Actualmente está situado en 160 miembros.

## Céann Comhairle
El presidente de la cámara de la Dáil Éireann es el Ceann Comhairle. El Céann Comhairle es elegido entre los diputados pero se espera que guarde una imparcialidad estricta. A pesar de esto, el Gobierno intentará normalmente seleccionar uno de los suyos para esta posición. Para proteger la neutralidad de este puesto, un Ceann Comhairle titular no solicita la reelección como diputado sino que ha de ser reelegido por su distrito electoral en unas elecciones generales, a no ser que se retire.
El Céann Comhairle no vota excepto en el caso de un empate. En estos casos, generalmente vota de acuerdo con las convenciones parlamentarias referentes al presidente de la británica Cámara de los Comunes.
Cuando la presidencia de Irlanda está vacante, el Céann Comhairle actúa como miembro de la a Comisión Presidencial.

## Poderes
Mientras que en principio la Dáil Éireann es solo uno de los tres componentes del Oireachtas (los otros dos son el presidente de Irlanda y la Seanad Éireann), en la práctica los poderes que da la constitución a la Dáil la constituye en la rama dominante, significando que la mayoría de los proyectos de ley deben pasar por ella antes de llegar a ser leyes. Además de su papel legislativo, la Dáil es la que designa al Taoiseach.
La Dáil puede también crear una moción de censura al Gobierno, en cuyo caso el Taoiseach debe elegir entre una disolución parlamentaria o la dimisión. La Dáil tiene el poder exclusivo de:
- La propuesta de presupuesto (que puede no originar en el senado).
- Ratificar tratados.
- Declarar la guerra y hacer la paz.

## Actividades
La Dáil Éireann determina sus propios preceptos vigentes y sus miembros son protegidos por ciertos derechos originados de los privilegios parlamentarios. En la línea de otros sistemas parlamentarios modernos, los diputados no votan generalmente de acuerdo con sus conciencias o deseos, sino siguiendo las instrucciones de sus partidos.
Los debates son rígidamente estructurados y extremadamente limitados y famosos por su falta de pasión en comparación con otras cámaras bajas. Los diputados suelen leer lentamente sus guiones preparados.

## Historia

### Precursores
La primera legislatura que existió en Irlanda fue el Parlamento de Irlanda y su cámara baja era la Cámara de los Comunes Irlandesa. Sin embargo, el Parlamento de Irlanda fue abolido en 1800. Los nacionalistas irlandeses convocaron por primera vez la Dáil Éireann como un parlamento revolucionario en 1919 y mientras que asumió el control de la mayoría de las funciones de Gobierno con éxito, no fue reconocido bajo las leyes británicas.
En 1921 el Gobierno británico estableció una legislatura llamada Parlamento de Irlanda del Sur, en el esfuerzo de apaciguar a los nacionalistas concediendo un limitado autogobierno. Sin embargo, este fue rechazado y boicoteado por los nacionalistas que mantenían su lealtad a la Dáil.
No obstante, ya que la primera Dáil era ilegal bajo la Constitución británica, la cámara baja del Parlamento de Irlanda del Sur, la Cámara de los Comunes de Irlanda del Sur, era considerada en teoría legal como precursora de la Dáil.

### La primera Dáil (1919)
La actual Dáil deriva de la Constitución de Irlanda de 1937, pero se afirma como descendiente directa de la primera Dáil de 1919. La primera Dáil era una asamblea ilegalidad establecida por los miembros del parlamento del Sinn Féin en las elecciones generales del Reino Unido a la Cámara de los Comunes de 1918.
Una vez que ganaron una mayoría en los asientos irlandeses en las elecciones, los miembros del Sinn Féinn rechazaron reconocer el parlamento británico y en su lugar crearon la primera Dáin Éireann (Asamblea de Irlanda): una legislatura unicameral de una nueva República de Irlanda teórica, y el primer parlamento irlandés que existía desde 1801. Sin embargo, solo fue reconocida internacionalmente por la Unión Soviética.

### El Estado Libre Irlandés (1922-1937)
La Dáil de Irlanda fue sucedida en 1922 por la Dáil del Estado Libre Irlandés. El Estado Libre Irlandés, que arbacaba 26 condados meridionales y occidentales de Irlanda, fue establecido en 1921 tras el Tratado Anglo-Irlandés. La Dáil Éireann (descrita ahora como una cámara de diputados) se convirtió en la cámara baja de una nueva legislatura denominada Oireachtas.

### Irlanda (Desde 1937)
La Constitución de Irlanda, adoptada en 1937, creó el estado irlandés moderno, designado como Irlanda. Bajo la Constitución, una nueva legislatura retenía el nombre de Oireachtas y su cámara baja como Dáil Éireann (aunque descrita como una cámara de representantes). La primera Dáil tras la constitución fue denominada Ninth Dáil.

## Composición histórica
| 8  | 9  | 11   | 76 | 30 |
| LP | CT | Otr. | FF | FG |

| 14 | 5  | 10 | 7  | 12   | 68 | 31 |
| LP | NL | CP | CT | Otr. | FF | FG |

| 16 | 6  | 16   | 69 | 40 |
| LP | CT | Otr. | FF | FG |

| 19 | 5  | 8    | 65 | 50 |
| LP | CT | Otr. | FF | FG |

| 12 | 17   | 78 | 40 |
| LP | Otr. | FF | FG |

| 16 | 11   | 70 | 47 |
| LP | Otr. | FF | FG |

| 22 | 3    | 72 | 47 |
| LP | Otr. | FF | FG |

| 18 | 75 | 50 |
| LP | FF | FG |

| 19 | 69 | 54 |
| LP | FF | FG |

| 17 | 4    | 84 | 43 |
| LP | Otr. | FF | FG |

| 15 | 8    | 78 | 65 |
| LP | Otr. | FF | FG |

| 15 | 7    | 81 | 63 |
| LP | Otr. | FF | FG |

| 16 | 5    | 75 | 70 |
| LP | Otr. | FF | FG |

| 12 | 8    | 81 | 51 | 14 |
| LP | Otr. | FF | FG | PD |

| 7  | 15 | 6    | 77 | 55 | 6  |
| WP | LP | Otr. | FF | FG | PD |

| 33 | 10   | 68 | 45 | 10 |
| LP | Otr. | FF | FG | PD |

| 17 | 17   | 77 | 54 |
| LP | Otr. | FF | FG |

| 5  | 6  | 21 | 14   | 81 | 31 | 8  |
| SF | GP | LP | Otr. | FF | FG | PD |

| 6  | 20 | 11   | 78 | 51 |
| GP | LP | Otr. | FF | FG |

| 14 | 37 | 19   | 20 | 76 |
| SF | LP | Otr. | FF | FG |

| 6   | 23 | 7  | 28   | 44 | 50 |
| PBP | SF | LP | Otr. | FF | FG |

| 5   | 37 | 6  | 12 | 6  | 21   | 38 | 35 |
| PBP | SF | SD | GP | LP | Otr. | FF | FG |

| 39 | 11 | 11 | 27   | 48 | 38 |
| SF | SD | LP | Otr. | FF | FG |

a El mínimo para ser representado en la columna de resultados es haber obtenido cinco escaños o más. Si una formación no alcanza este umbral, será agrupada bajo la categoría de "Otros".